# PostNL
PostNL è una società di spedizioni postali e di e-commerce olandese (incaricato ufficiale dal Governo dei Paesi Bassi), operante anche in Germania, Belgio, Lussemburgo e Regno Unito.
Ha sede a L'Aia, nei Paesi Bassi, ed è iscritta al listino Euronext di Amsterdam.
Fino a maggio 2011 componeva il settore spedizioni postali della TNT N.V., divenuta l'attuale società dopo lo scorporo delle attività di spedizioni espresse, confluite nella compagnia indipendente TNT Express.

## Storia
Nel 1986 è avvenuta la scissione dell'amministrazione statale delle poste e telecomunicazioni olandesi PTT (Posterijen, Telegrafie en Telefonie). La parte telecomunicazioni si è dapprima chiamata Koninklijke PTT NV fino al 1998, quando ha preso il nome di KPN. La parte postale è diventata PTT Post, poi TPG e infine TNT Post nel 2007. La privatizzazione di queste due imprese ha avuto luogo contemporaneamente alla scissione, nel 1986.
Il 26 maggio 2011, con il via libera dell'assemblea generale, la società TNT N.V. portava a compimento il processo di scorporo delle attività di spedizioni espresse, che sarebbero confluite nel nuovo soggetto indipendente chiamato TNT Express, mentre la società madre, che manteneva le attività postali e di e-commerce, mutava ragione sociale in PostNL. Questa, a seguito della scissione, manteneva una partecipazione in TNT Express pari al 29,9% del capitale.
La nuova compagnia quindi diede avvio a un processo di rebranding generale che mirasse ad abbandonare del tutto il marchio TNT, con l'obiettivo di completare il processo entro metà 2014. A fine 2013 la filiale belga otteneva lo stesso nome della società madre, ovvero PostNL. A marzo 2014 la filiale tedesca TNT Post Germany cambiò nome in PostCon, mentre nel maggio seguente la filiale italiana TNT Post Italy prese il nome di Nexive, con un marchio ispirato alla società madre. Mentre nel Regno Unito TNT Post UK prese nome come Whistl.
A maggio 2022, Vesa Equity Investment ha annunciato l'acquisizione di PostNL.

## PostNL in Italia
PostNL operava in Italia attraverso Nexive, conosciuta dal 1997 a maggio 2014 col nome di TNT Post Italy. Nel 2020 cede la propria quota di maggioranza a Mutares, controllandone il restante 20%. All'inizio del 2021 l'intera Nexive è stata acquisita da Poste Italiane.